# ساهاک توروسیان
ساهاک داویتی توروسیان (ارمنی: Սահակ Դավիթի Թորոսյան؛ ۱۸۸۵ – ۸ اکتبر ۱۹۴۰) سیاستمدار اهل ارمنستان بود. وی در سال ۱۹۱۹ وزیر تأمین اجتماعی اولین جمهوری ارمنستان بود. توروسیان در سال ۱۹۰۷ به عضویت حزب فدراسیون انقلابی ارمنی درآمد.

## زندگی‌نامه
وی در ۱۸۸۵ در روستای پارپی به دنیا آمد و در ۸ اکتبر ۱۹۴۰ در سن ۵۵ سالگی درگذشت.